# 1,3-Diméthyl-2-imidazolidinone
La 1,3-diméthyl-2-imidazolidinone, ou DMI, est une urée cyclique à noyau imidazolidine homologue de la diméthylpropylène urée (DMPU). Elle se présente comme un liquide incolore hygroscopique à l'odeur caractéristique, difficilement inflammable, entièrement miscible avec l'eau. Elle est utilisée comme solvant aprotique à point d'ébullition élevé (de 224 à 226 °C) fortement polaire très stable à la fois chimiquement et thermiquement, ce qui en fait un milieu réactionnel intéressant pour les réactions devant se dérouler à des températures supérieures à 180 °C. Elle est miscible avec pratiquement tous les solvants organiques et, en raison de sa constante diélectrique (37,60 F m−1) et de son moment dipolaire (4,05 à 4,09 D) élevés, dissout de nombreux composés organiques et minéraux. Elle peut donc être utilisée à la place de l'hexaméthylphosphoramide (HMPA), qui est cancérogène. Elle peut également être utilisée en remplacement du N,N-diméthylformamide (CH3)2NCHO (DMF) ou du diméthylsulfoxyde (CH3)2SO (DMSO) en prévention d'une plus grande toxicité ou d'une moindre stabilité thermique ou chimique.

## Production
La 1,3-diméthyl-2-imidazolidinone est produite industriellement en faisant réagir du phosgène COCl2 avec la 1,2-diméthyléthylènediamine (DMEDA) :
Il est possible d'obtenir un produit avec une pureté de 99,5 % et un rendement de 92,1 % en ajustant finement les paramètres réactionnels tels que le pH (maintenu à 7,3), la température et le dosages des réactifs. Le phosgène, toxique, peut également être remplacé par du dioxyde de carbone CO2 ou de l'urée OC(NH2)2 comme sources de carbonyle tout en maintenant une grande pureté et un bon rendement :
Le produit intermédiaire subit une décomposition thermique dans la 1,3-diméthyl-2-imidazolidinone, qui agit comme solvant à point d'ébullition élevé, de sorte que cette réaction fait partie du processus de production dans rupture de processus en assurant un produit de très grande pureté (plus de 99,9 %) avec un très bon rendement (98 %). La pureté de la 1,3-diméthyl-2-imidazolidinone obtenue dépend fortement de celle de la 1,2-diméthyléthylènediamine utilisée au départ, qui contient souvent des sous-produits ayant des points d'ébullition très voisins.
La 1,2-diméthyl-2-imidazolidinone a été proposée comme « puits de carbone » en faisant réagir le dioxyde de carbone supercritique scCO2 avec la 1,2-diméthyléthylènediamine en présence de silicates mésoporeux de type MCM-41 à 300 °C sous 16 MPa dans un processus continu de manière quantitative ; les conditions de réactions sont cependant consommatrices d'énergie et ne sont pas celles qui sont privilégiées pour un procédé respectueux de l'environnement.

## Applications

### Comme solvant
Stable en présence d'acides et de bases même aux températures élevées, la 1,3-diméthyl-2-imidazolidinone convient comme solvant pour alcalis qui, lorsqu'ils sont mélangés avec des tensioactifs et des alcools, sont de bons agents de nettoyage pour les surfaces métalliques ou en verre. Elle forme des solutions ou des dispersions stables avec les colorants et les pigments qui améliorent leur stabilité lors du stockage ainsi que leurs propriétés d'application sur les matériaux. Une solution de naphtaléniure de sodium Na+[C10H8]− dans la 1,3-diméthyl-2-imidazolidinone convient pour la gravure de surfaces en polytétrafluoroéthylène (PTFE) pour un meilleur mouillage avec des adhésifs ou une meilleure connexion avec des surfaces métalliques.
Comme d'autres amides liquides tels que le N,N-diméthylformamide (DMF), la N-méthyl-2-pyrrolidone (NMP) ou la diméthylpropylène urée (DMPU), la 1,3-diméthyl-2-imidazolidinone peut être utilisée comme décapant, et généralement avec d'autres amines et solvants polaires comme la diglycolamine (de) HOCH2CH2OCH2CH2NH2 pour traiter des résines photosensibles.

### Comme milieu réactionnel
La 1,3-diméthyl-2-imidazolidinone (notée DMEU dans la réaction ci-dessous) a servi de solvant avec un catalyseur ruthénium-rhodium, de l'imidazole comme ligand et de l'iodure de lithium LiI comme promoteur a permis la synthèse de l'acide acétique CH3COOH par hydrocarboxylation du méthanol CH3OH avec du CO2 et de l'hydrogène H2 à 200 °C : 
Cette méthode, qui emploie des catalyseurs coûteux — dodécacarbonyle de triruthénium Ru3(CO)12 et acétate de rhodium(II) Rh2(CH3COO)4 — pour un rendement d'à peine 70 % est cependant loin d'être aussi compétitive que le procédé Monsanto de carbonylation du méthanol.
L'alcool 3-phénoxybenzylique (de), précurseur important des insecticides pyréthrinoïdes, peut être produit avec un rendement 88 % par réaction d'Ullmann sur de l'alcool 3-hydroxybenzylique avec du chlorobenzène C6H5Cl dans la 1,3-diméthyl-2-imidazolidinone en présence de carbonate de potassium K2CO3 et de quantités catalytiques de 8-hydroxyquinoléine avec du chlorure de cuivre(I) CuCl, alors que les mêmes conditions de réaction ne donnent qu'un rendement 21 % dans le DMF et de 58 % dans le DMSO.
L'échange d'halogènes sous forme d'une substitution nucléophile aromatique sur des composés aromatiques pauvres en lectrons, comme le 4-chloronenzonitrile, est possible avec le fluorure de potassium dans la 1,3-diméthyl-2-imidazolidinone à 290 °C dans un réacteur étanche sous pression avec une rendement de 91 % en 4-fluorobenzonitrile (de).
L'acide risédronique et l'acide zolédronique, deux bisphosphonates utilisés principalement contre l'ostéoporose, peuvent être produits avec de bons rendements en solution homogène dans la 1,3-diméthyl-2-imidazolidinone ; ci-dessous la synthèse de l'acide zolédronique :